# Peugeot 604
La Peugeot 604  est un modèle automobile du constructeur Peugeot. Produite entre les années 1975 et 1985, ce fut la grande routière de la marque, après la 601 quarante ans plus tôt.
Le dessin de la carrosserie est signé Pininfarina, en collaboration avec Paul Bracq notamment pour le tableau de bord.

## Introduction

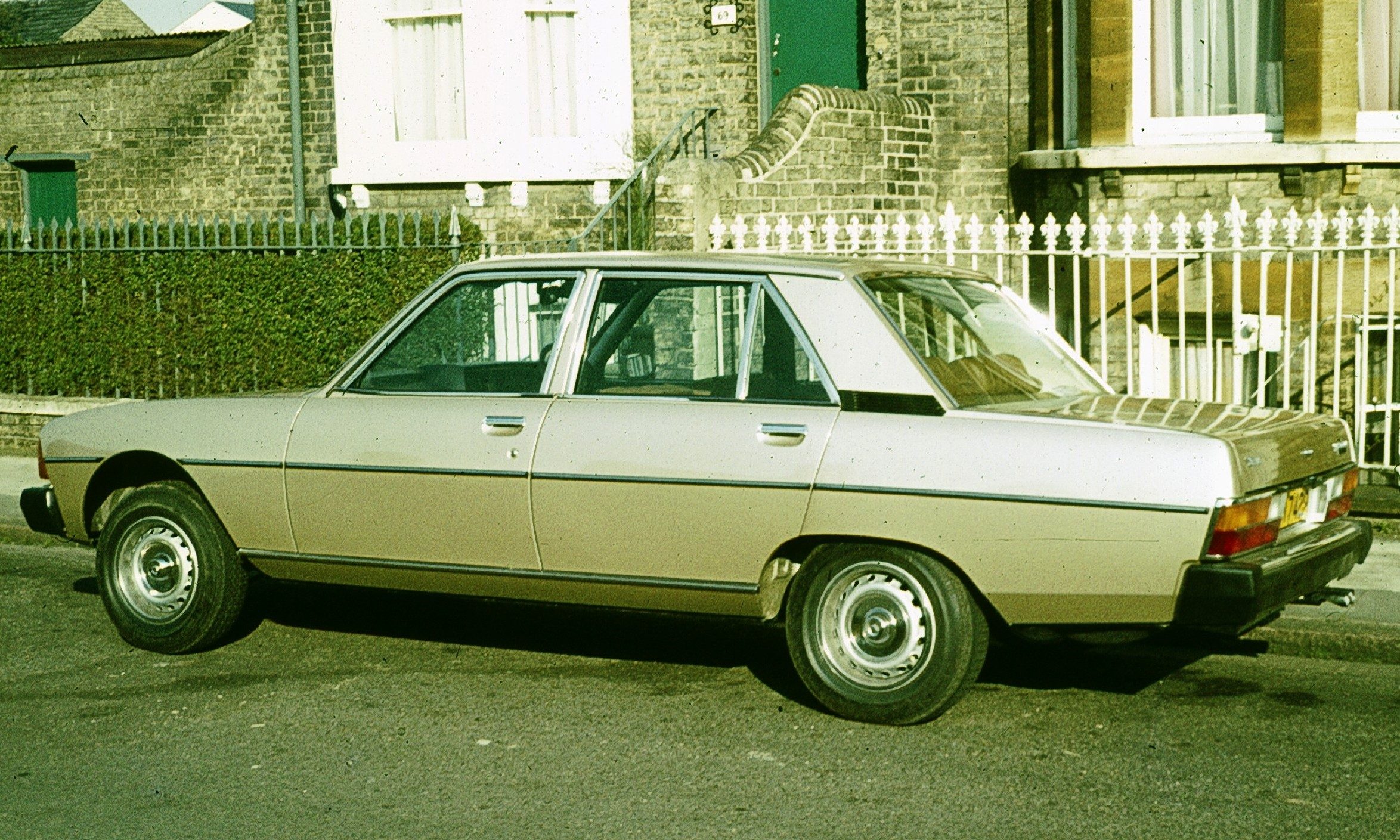
Peugeot 604 SL à conduite à droite.

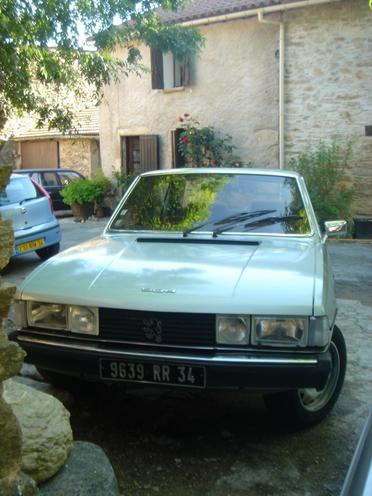
Peugeot 604 TI 1979.

La voiture est présentée au Salon de l'automobile de Genève en mars 1975. Attendue pour l'automne suivant, la nouvelle étoile sochalienne vole ainsi la vedette à la Renault 30, l'autre nouveauté française de ce salon et concurrente frontale.
Berline spacieuse et luxueuse, la 604 est très remarquée et suscite d'emblée des commentaires flatteurs.
Pour sa ligne d'abord, qui, sans être novatrice ou extravagante, séduit le public par sa simplicité et son style aux lignes tendues, répondant aux critères de l'époque.
Ensuite pour sa motorisation six cylindres, synonyme de prestige, et destinée à rivaliser avec les berlines allemandes (Mercedes et BMW) : le nouveau bloc PRV. Ce moteur V6 a été conçu en parallèle avec un V8 qui sera abandonné à cause de la crise pétrolière de 1973. On a opté pour une architecture en V à 90° pour limiter la longueur du bloc (on gagne près de 10 cm par rapport à un V6 à 60°) et pour simplifier la conception de l'admission, cependant l'angle à 90° est pénalisant pour l’équilibre de fonctionnement de la mécanique si l'on ne conçoit pas (pour de basses raisons d'économies) un vilebrequin à manetons décalés pour égaliser les intervalles entre les explosions, contrairement à ce qui se fait sur les V6 américains, qui sont tous à 90° . La consommation était élevée avec des performances très médiocres. L’injection améliora quelque peu la situation à partir de 1977.
Il s'agit alors d'une véritable audace de la part du constructeur français, qui ose le pari d'une motorisation gourmande en pleine crise pétrolière, où les restrictions de carburant et de vitesse sont plus que jamais à l'ordre du jour.
Selon certains, le développement de ce véhicule était trop avancé pour le stopper ou revenir en arrière mais, avec ce modèle, Peugeot, souhaitait porter haut et fort son ambition dans le haut de gamme, comme Citroën avec la SM.
La 604 n'a pas été un succès commercial. On peut même parler d'échec. Les journalistes contemporains ont attribué cela à différentes raisons, parmi lesquelles un manque d'ambition. Pour réduire les coûts d'étude et de production, la plateforme est celle, allongée, de la 504 tout comme les portières et la section centrale, un manque d'innovation technique, une qualité d'exécution modeste et une mauvaise réputation en raison de problèmes de corrosion.
On constate par ailleurs que pendant les années 1970, Peugeot et Citroën ont exploré des pistes radicalement différentes pour aborder le segment des voitures haut de gamme : sobre et discret pour la 604, original et d'avant-garde pour la Citroën CX. De plus, à cette époque, PSA Peugeot Citroën décida de créer une nouvelle marque, « Talbot », à la suite de son acquisition de Chrysler Europe, et présenta par la même occasion une concurrente directe des 604 et CX, la Talbot Tagora. La voiture et la marque se révélèrent rapidement être un désastre financier. Les ventes de la Tagora représentaient seulement 20 % de celles, déjà faibles, des 604 et 2 % des ventes de CX.

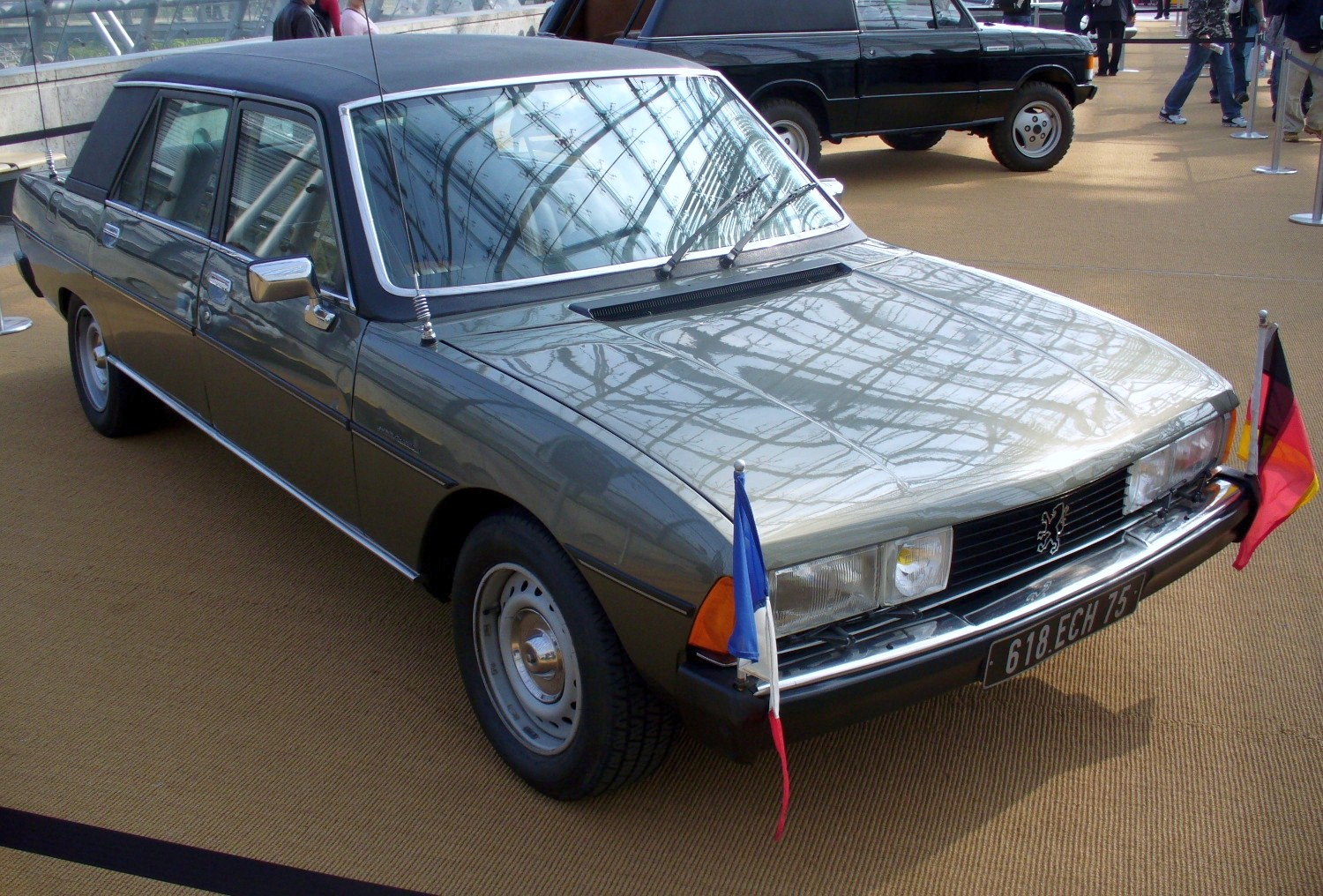
Peugeot 604 de Valery Giscard d’Estaing.

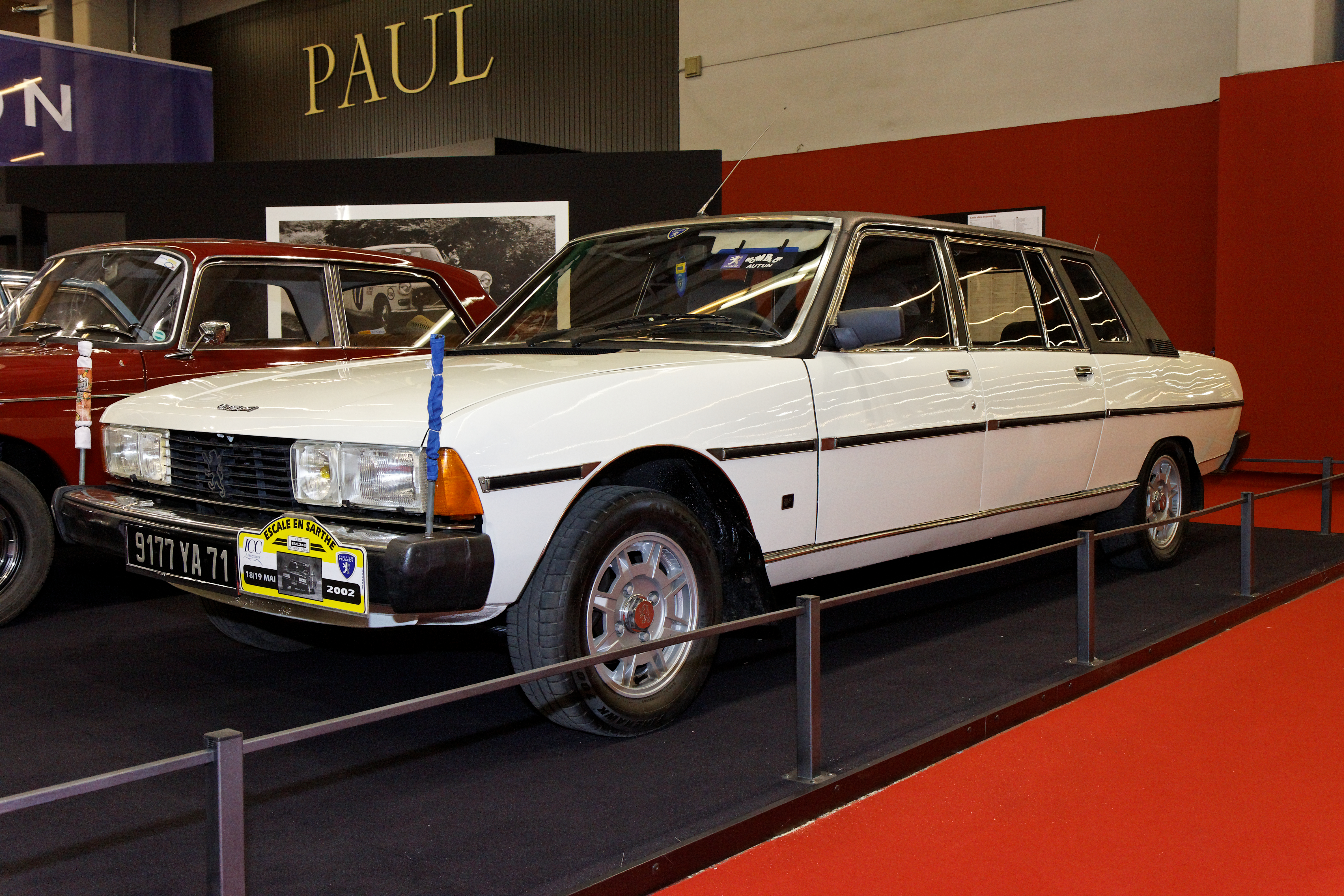
604 Limousine Heuliez

Toutefois, malgré deux autres concurrentes françaises, la 604 a su séduire certains dirigeants d'entreprises et les services officiels l'ont adoptée en remplacement de la Citroën DS 23. Le président de l'époque, Valéry Giscard d'Estaing, l'avait faite sienne et en faisait même la promotion en dehors de l'Hexagone.
La version rallongée proposée par Heuliez contribua d'ailleurs à ce succès d'estime auprès des élites. La 604 limousine de Heuliez, présentée en 1978, avait été étudiée avec un empattement allongé de 17 cm (la version VIP) ou de 25 cm (version 2 VIP). Elle hérita finalement d'un empattement allongé de 62 cm (Limousine). La production de la limousine Heuliez dura jusqu'en 1984 ; entre 140 et 160 véhicules furent produits, dont 124 limousines.

## Le véhicule et ses caractéristiques générales

### Ligne et équipement
Avant tout, ce sont les dimensions qui parlent : une largeur de 1,77 m, une longueur de 4,72 m et une hauteur de 1,43 m. Un style sobre et classique signé du maître Pininfarina. Une face avant imposante, avec ses projecteurs séparés, des chromes et une silhouette générale rappelant celle des Mercedes.
L'équipement est standard, mais avec une finition perfectible. Elle dispose de quatre vitres électriques avec condamnation au tableau de bord et de la direction assistée.
Le tableau de bord comporte trois grands cadrans et son dessin agréable est de bon goût.
Au chapitre des options, la 604 disposait d'une sellerie cuir, d'une boîte automatique, d'un toit ouvrant électrique, de l'air conditionné et de siège chauffant.

### Motorisation
Côté moteur, la 604 utilise le moteur V6 PRV, étudié par la société franco-suédoise (Peugeot Renault Volvo).
Initialement, PRV devait sortir 2 versions de moteur, un V8 et le V6 que l'on connaît. Le climat économique (la fin des Trente Glorieuses et le choc pétrolier de 1973) ont conduit à la suppression du V8. Ceci donna naissance à un V6 tout alliage à 90° d'une cylindrée de 2 644 cm3 développant 136 chevaux.
Ce moteur va équiper les Volvo 264, Renault 30 TS et également les Peugeot 504 coupé et cabriolet V6. Peugeot et Renault ont choisi d'utiliser des carburateurs, contrairement à Volvo qui a opté pour l'injection.
Ce moteur manquait curieusement de souplesse à bas régime, pataud pour un moteur V6 et gourmand en carburant, énormément en version à deux carburateurs. Ce n'est que bien plus (trop) tard que Peugeot optera pour l'injection Bosch, plus performante et moins gourmande que les carburateurs.
La mécanique 604 était au format traditionnel de l'époque : moteur placé longitudinalement à l'avant entraînant les roues arrière motrices et embrayage mono disque. À l'origine, une boîte de vitesses automatique fabriquée par GM est proposée en option, gommant le manque de souplesse du V6 PRV, qui était qualifié de rugueux pour son manque de souplesse à bas régime. Des problèmes de fiabilité conduisent Peugeot à la remplacer par un modèle ZF en janvier 1981.

#### La version turbodiesel
La version turbodiesel de la 604, lancée en 1979, a été beaucoup décrite, en France, comme la première voiture turbo-diesel de série vendue en Europe. Cette affirmation n'est pas fausse, mais la Mercedes-Benz 300 SD était commercialisée en Amérique du Nord depuis 1977 !
Le moteur Diesel "Indénor" XD2S 80 ch DIN (59 kW) de 2 304 cm3 équipé d'un turbocompresseur était très fiable, mais souffrait de problèmes de démarrage à froid en cas de non-changement des bougies de préchauffage, à la durée de vie limitée. Comme c'était le cas sur plusieurs autres moteurs Diesel de l'époque, notamment ceux de la marque au Lion, il était très difficile de démarrer par de très basses températures. La 604 était très affectée par ce problème ; elle était parfois si difficile à démarrer que certains propriétaires la garaient en haut d'une pente pour pouvoir la faire repartir en redescendant vitesse engagée. Toutefois, il pouvait suffire d’une simple modification des bougies de préchauffage et de l'ajout d'une protection thermique de l'alimentation pour résoudre le problème. La très mauvaise qualité du gazole saturé en paraffine distribué en France à cette époque a aussi joué en sa défaveur.

### Tenue de route - Sécurité
La liaison au sol est de bonne facture : quatre roues indépendantes, des suspensions avant MacPherson et arrière à bras tirés avec ressorts hélicoïdaux et amortisseurs télescopiques. Au lancement, la suspension, jugée excellente, suscite des éloges.
La direction à crémaillère à assistance hydraulique est douce et précise, offrant une bonne maniabilité. Le freinage est efficace et assuré par quatre freins à disques, ventilés à l'avant.

### Confort - Vie à bord

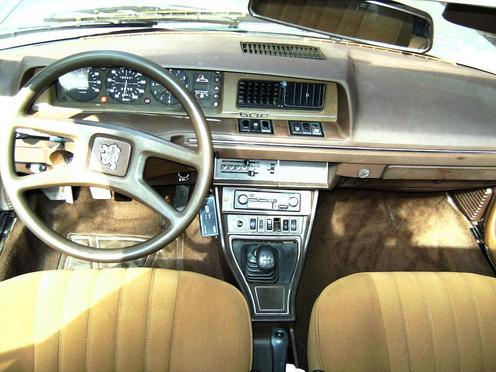
Intérieur Peugeot 604 TI 1979

Les dimensions de la 604 offrent une vie à bord agréable. La position de conduite est agréable et l'habitabilité est bonne. Les places arrière sont très accessibles et la place réservée aux jambes est importante.
Le confort est au rendez-vous grâce à des suspensions absorbant très bien les irrégularités de la route, également bien aidées par le moelleux de la sellerie.
Le coffre offre une capacité généreuse de 428 dm3.

#### La controverse sur le volume du coffre à bagages
Une controverse a opposé les spécialistes automobiles lors du lancement de la 604, ceux-ci ne parvenant pas à s'accorder sur le volume du coffre à bagages. Les journalistes spécialisés de différents pays avaient publié des chiffres allant de 356 à 501 litres, tandis que Peugeot indiquait officiellement 498 litres. Ainsi, dans un essai de 1976, la revue "Motor" considérait le coffre comme « seulement moyen », n'ayant pu relever qu'un volume de 356 litres, alors qu'en 1975, la revue "Autocar" qualifiait le même coffre de « vraiment volumineux », avec 699 litres mesurés dans un article publié le 12 juillet.

### Opinions
L'opinion de l'époque s'accordait à qualifier l'auto de « très confortable » :
- « Parfaitement indifférente au revêtement, à la pluie, au tracé, elle reste parfaitement accrochée… »
- « La plus belle qualité routière de la 604 paraît être son freinage… »
- « En ce qui concerne l'équipement, on attendait une finition plus recherchée et un équipement moins standard »
- « La plus grosse, la plus longue et la plus belle voiture française, tels sont les épithètes qui reviennent constamment lorsqu'on évoque la 604… »

Cependant, un autre journaliste, tout en saluant le confort de la 604, concluait malgré tout son article en affirmant que les « Jaguar XJ6, BMW 525/528, Fiat 130, Mercedes 280E et Volvo 264 GL, les concurrentes directes de la 604, [n'avaient] aucun souci à se faire face à cette auto qui se veut la redoutable nouvelle-venue ». L'histoire lui a donné raison. Il est vrai que le prix affiché par Peugeot n'était pas particulièrement avantageux pour un modèle qui, de surcroît, avait paru sous-motorisé à son lancement.

## Chronologie du modèle
- Présentation en première mondiale en mars 1975 (AM 1976) au Salon de l'automobile de  Genève,
- AM 1976 - les 604 SL V6 (182 km/h) et 604 SL V6 Automatique (178 km/h) sont disponibles dans les concessions en septembre 1975.
- AM 1978 - au Salon de l'automobile de Francfort, présentation de la 604 TI V6 (185 km/h) à boîte 5 rapports (BV5) équipée d'un circuit d'injection et d'un allumage Bosch K-Jetronic. La puissance moteur est portée à 144 chevaux. Option boîte de vitesses automatique (BVA), 181 km/h en pointe. La finition intérieure est améliorée et l'équipement comprend désormais le verrouillage centralisé (TI), les glaces teintées (TI) et de nouveaux grands enjoliveurs.
- AM 1979 - montage en série des ceintures de sécurité à l'arrière, la trappe à carburant devient rectangulaire. Nouvelle option : pare-brise en verre triplex avec glaces teintées. En février 1979, lancement de la 604 D Turbo (150 km/h avec BV4, 157 km/h avec BV5, 144 km/h avec BVA), première voiture vendue en Europe à moteur turbo-Diesel. Le moteur Indénor XD2S 2 304 cm3 développe 80 chevaux DIN pour une consommation de 7,3 litres de gazole aux 100 km.
- AM 1980 - La 604 TI "Grand Confort" est équipée du verrouillage centralisé, d'un toit ouvrant et de 4 vitres électriques, du pare-brise en verre triplex, de glaces teintées et de jantes millimétriques pour pneumatiques Michelin TRX. Nouveau rétroviseur extérieur intégré en plastique noir mat. Les cabochons de clignotants avant sont orange et non plus blancs (déjà présents sur les marchés d’exportation depuis 1977), monogrammes en plastique noir et non plus chromés, suppression du logo "604" sur le capot, baguettes latérales plus épaisses et finition améliorée. Nouvelle version 604 SR réservée à l’administration française avec moteur XN6 essence 4 cylindres 1 971 cm3, 96 ch DIN.
- AM 1981 : la boîte automatique ZF remplace la boîte GM sur le moteur V6 pour l’Europe, les versions TI "Grand Confort" et D Turbo "Grand Confort" (BV5) sont renommées STI et SRD Turbo. Jantes millimétriques sur SRD Turbo, en alliage léger sur STI. La D Turbo devient GRD Turbo (BV5). Garnissage des sièges en velours et clignotants avant orange. La version 604 SL avec boîte manuelle ou automatique n'est plus disponible.
- AM 1982 : arrêt de la 604 SL, régulateur de vitesse sur STI/SRD Turbo et jantes en alliage léger sur SRD Turbo.
- AM 1983 : les versions TI et GRD Turbo sont supprimées. Arrêt de la commercialisation de la version SR Administration.

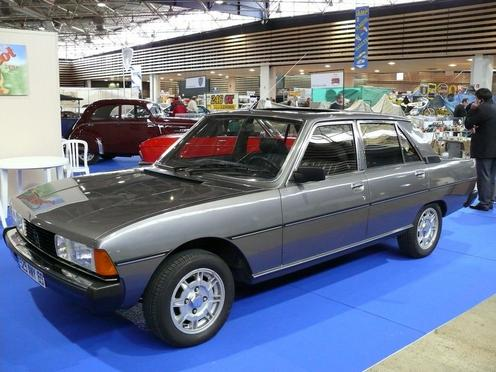
Peugeot 604 GTI 1984 Salon Lyon Epoq'Auto 2007

- AM 1984 : pour relancer la voiture, le V6 PRV 2,8 litres, mis au point pour le marché nord-américain et utilisé par Volvo, est monté sur la version V6 qui devient alors la 604 GTI (190 km/h). La cylindrée du moteur passe de 2 664 cm3 à 2 849 cm3 et la puissance à 155 ch DIN. L'équipement est identique à la 604 STI, à l'exception des pneumatiques 205/60 R15. La 604 SRD Turbo est remplacée par la 604 GTD Turbo (165 km/h) équipée du moteur XD3T 2,5 litres 95 chevaux.

La fabrication de la 604 est arrêtée en novembre 1985, mais les stocks de voitures, assez importants, seront écoulés jusqu'en juin 1986. Il faudra encore trois ans avant de voir apparaître sa remplaçante, la 605, en 1989.
Cette longue attente est en partie comblée par le lancement de la 505 V6, elle aussi équipée du V6 de 2 849 cm3, mais avec un vilebrequin à manetons décalés et un système d'injection électronique.

## Lieu et chiffres de production
La Peugeot 604 marque le retour du constructeur français sur le marché des berlines grandes routières. L'automobile a été fabriquée à Sochaux. Entre 1979 et 1981, sous licence, Kia a assemblé 381 voitures à partir de stocks de pièces détachées CKD produites en France.
| Année | Nombre d’exemplaires |
| ----- | -------------------- |
| 1975  | 10 284               |
| 1976  | 36 026               |
| 1977  | 24 843               |
| 1978  | 26 043               |
| 1979  | 25 780               |
| 1980  | 11 681               |
| 1981  | 7 235                |
| 1982  | 5 665                |
| 1983  | 3 470                |
| 1984  | 1 644                |
| 1985  | 581                  |
| TOTAL | 153 252              |

## La 604 à l'exportation
La Peugeot 604 n'a connu aucun succès à l'exportation. La première version destinée aux marchés étrangers européens a été lancée en 1983. Peugeot a tenté de la commercialiser aux Etats-Unis en créant une série spéciale équipée de pare-chocs plus gros et d’une calandre spécifique pour répondre aux normes locales. La version USA est plus longue de 16,5 cm.
Elle a été commercialisée de 1977 à 1984 aux Etats-Unis. À partir de juillet 1979, seule la version Turbo Diesel est conservée au catalogue avec un moteur sous licence BMW.

### USA[4]
| Année  | 1979 | 1980 | 1981 | 1982 | 1983 | 1984 | Total |
| Ventes |      |      |      |      |      | 306  | 306   |

Il est à noter que la Peugeot 604 a été produite sous licence en Corée du Sud par Kia entre 1979 et 1981 à 381 exemplaires.

## Tableau récapitulatif
Tableau récapitulatif des caractéristiques techniques des différents modèles et versions de la Peugeot 604. Les prix mentionnés sont exprimés en francs français (FF) au moment de la commercialisation de chaque version sur le marché national français.
| Modèle | Code            | Moteur          | Cylindrée (cm3) | Puissance maxi (ch DIN à tr/min) | Couple maxi (N m à tr/min) | Boîte de vitesses (Type et nb rapports) | Poids à vide (kg) | Vitesse maxi (km/h) | Accélération (0–100 km/h) | Consommation (L/100 km) | Années de production | Prix au lancement (FF) |
| Moteurs essence | Moteurs essence | Moteurs essence | Moteurs essence | Moteurs essence                  | Moteurs essence            | Moteurs essence                         | Moteurs essence   | Moteurs essence     | Moteurs essence           | Moteurs essence         | Moteurs essence      | Moteurs essence        |
| --- | --------------- | --------------- | --------------- | -------------------------------- | -------------------------- | --------------------------------------- | ----------------- | ------------------- | ------------------------- | ----------------------- | -------------------- | ---------------------- |
| 604 SR | A18             | XN6             | 1 971           | 96 à 4 900                       | 145 à 3 000                | M/5                                     | 1 375             | 145                 | 15,3 s                    | 14,4                    | 1979-831             |                        |
| 604 SL | A31             | ZM              | 2 664           | 136 à 5 750                      | 207 à 3 500                | M/4                                     | 1 390             | 182                 | 10,3 s                    | 9,8                     | 1975-81              | 46 000                 |
| 604 SL | A37             | ZMS             | 2 664           | 136 à 5 750                      | 207 à 3 500                | M/5                                     | 1 390             | 182                 | 10,2 s                    | -                       | 1981-822             | 64 500                 |
| 604 TI | A32             | ZMJ             | 2 664           | 144 à 5 500                      | 217 à 3 000                | M/5                                     | 1 400             | 193                 | 9,9 s                     | 10,9                    | 1977-82              | 52 500                 |
| 604 STI | A32             | ZMJ             | 2 664           | 144 à 5 500                      | 217 à 3 000                | M/5                                     | 1 400             | 193                 | 9,9 s                     | 10,9                    | 1981-84              | 81 500                 |
| 604 GTI | A66             | ZNJ             | 2 849           | 155 à 5 750                      | 234 à 3 000                | M/5                                     | 1 420             | 190                 | 9,7 s                     | -                       | 1983-85              | 110 000                |
| Moteurs Diesel |                 |                 |                 |                                  |                            |                                         |                   |                     |                           |                         |                      |                        |
| 604 D Turbo/ GRD Turbo | A40             | XD2S            | 2 304           | 80 à 4 150                       | 185 à 2 000                | M/4                                     | 1 460             | 150                 | 17,5 s                    | 7,3                     | 1979-833             | -                      |
| 604 D Turbo GC/ SRD Turbo | A46             | XD2S            | 2 304           | 80 à 4 150                       | 185 à 2 000                | M/5                                     | 1 460             | 157                 | 17,2 s                    | 7,3                     | 1979-832             | 62 000                 |
| 604 GTD Turbo | A55             | XD3T            | 2 498           | 95 à 4 150                       | 206 à 2 000                | M/5                                     | 1 465             | 165                 | -                         | -                       | 1983-85              | 117 800                |
| 1 Modèle réservé à l’administration française 2 Fabriquée jusqu'en 1985 pour certains marchés étrangers 3 D Turbo renommée GRD/SRD Turbo en 1980. |                 |                 |                 |                                  |                            |                                         |                   |                     |                           |                         |                      |                        |

## [6]Options
- Climatisation
- Voyant de ceinture
- Toit ouvrant électrique
- Sellerie cuir
- Siège chauffant
- Essuie glaçe de phare
- Boite automatique
- Régulateur de vitesse